# გ
La გ (chiamata gani) è una lettera dell'alfabeto georgiano. Rappresenta la consonante occlusiva velare sonora IPA /ɡ/. Nel sistema di numerazione georgiano ha un valore di 3.